# Vinberg (friherreskap)
Vinberg var ett svenskt friherreskap i Halland. Det gavs till riksrådet Gustaf Adolf Levenhaupt den 18 februari 1653 och omfattade ett antal gods i Årstads och Faurås härader i Halland. Länets storlek omkring år 1654 var 91 1/2 mantal. På grund av att Sverige genom freden i Brömsebro endast erhållit Halland för en begränsad tid, gavs friherreskapet interimistiskt så att det senare skulle kunna bytas mot ett motsvarande område på annan ort. Något byte blev dock aldrig aktuellt.
Friherreskapet innehades av Gustaf Adolf Levenhaupt till dennes död 1656. Därefter bör det ha ärvts av sonen Jakob Kasimir Lewenhaupt, vilket det dock inte finns några bevis för. Senare innehades länet av hans yngre bror Gustaf Mauritz Lewenhaupt. Friherreskapet indrogs genom 1680 års reduktion.